# Adolenda typica
Adolenda typica är en insektsart som beskrevs av William Lucas Distant 1911. Adolenda typica ingår i släktet Adolenda och familjen Kinnaridae. Inga underarter finns listade i Catalogue of Life.